# Live... One Summer Night
Live... One Summer Night – album koncertowy grupy Paco de Lucía Sextet, której przewodził słynny gitarzysta flamenco Paco de Lucía. Płyta jest podsumowaniem tournée zespołu po Europie w 1983 roku. Po raz pierwszy krążek pojawił się na półkach holenderskich sklepów.

## Lista utworów
w nawiasie kompozytorzy
| 1. | "Palenque" (Paco De Lucía)                              | 8:11  |
|    |                                                         |       |
| 2. | "Alta mar" (De Lucía; John McLaughlin – intro gitarowe) | 11:40 |
|    |                                                         |       |
| 3. | "Sólo quiero caminar" (De Lucía)                        | 9:50  |
|    |                                                         |       |
| 4. | "Chiquito" (De Lucía)                                   | 5:55  |
|    |                                                         |       |
| 5. | "Gitanos Andaluces" (De Lucía)                          | 5:28  |
|    |                                                         |       |
|    |                                                         | 41:04 |
|    |                                                         |       |

## Muzycy
- Paco de Lucía – gitara flamenco
- Ramón de Algeciras – gitara flamenco
- Carles Benavent – gitara basowa
- Pepe de Lucía – śpiew, gitara rytmiczna
- Jorge Pardo – flet, saksofon sopranowy
- Rubem Dantas – perkusja[5]